# Pauline Vallayer-Moutet
Pauline Vallayer-Moutet, née le 8 août 1873 à Paris où elle est morte le 21 septembre 1956, est une artiste peintre française.

## Biographie
Pauline Céleste Moutet est la fille de de Paul Moutet, employé, et Célestine Cholé, artiste peintre.
Elle est élève de Jean-Paul Laurens et Tony Robert-Fleury et expose au Salon de 1896 à 1914.
Peintre de genre, elle est sociétaire des Artistes Français en 1901. 
Elle obtient une médaille de bronze lors de l'Exposition universelle de 1900, une mention honorable en 1906 et une médaille de troisième classe en 1909.
Célibataire, elle meurt à l'âge de 83 ans à l'Hôpital de la Salpêtrière. Elle est inhumée le 25 septembre au cimetière du Père-Lachaise.